# As Sabain (huyện)
Huyện As Sabain là một huyện thuộc tỉnh Amanat Al Asimah, Yemen. Đến thời điểm năm 2003, huyện này có dân số 311203 người